# 梅达岛 (土卫六)

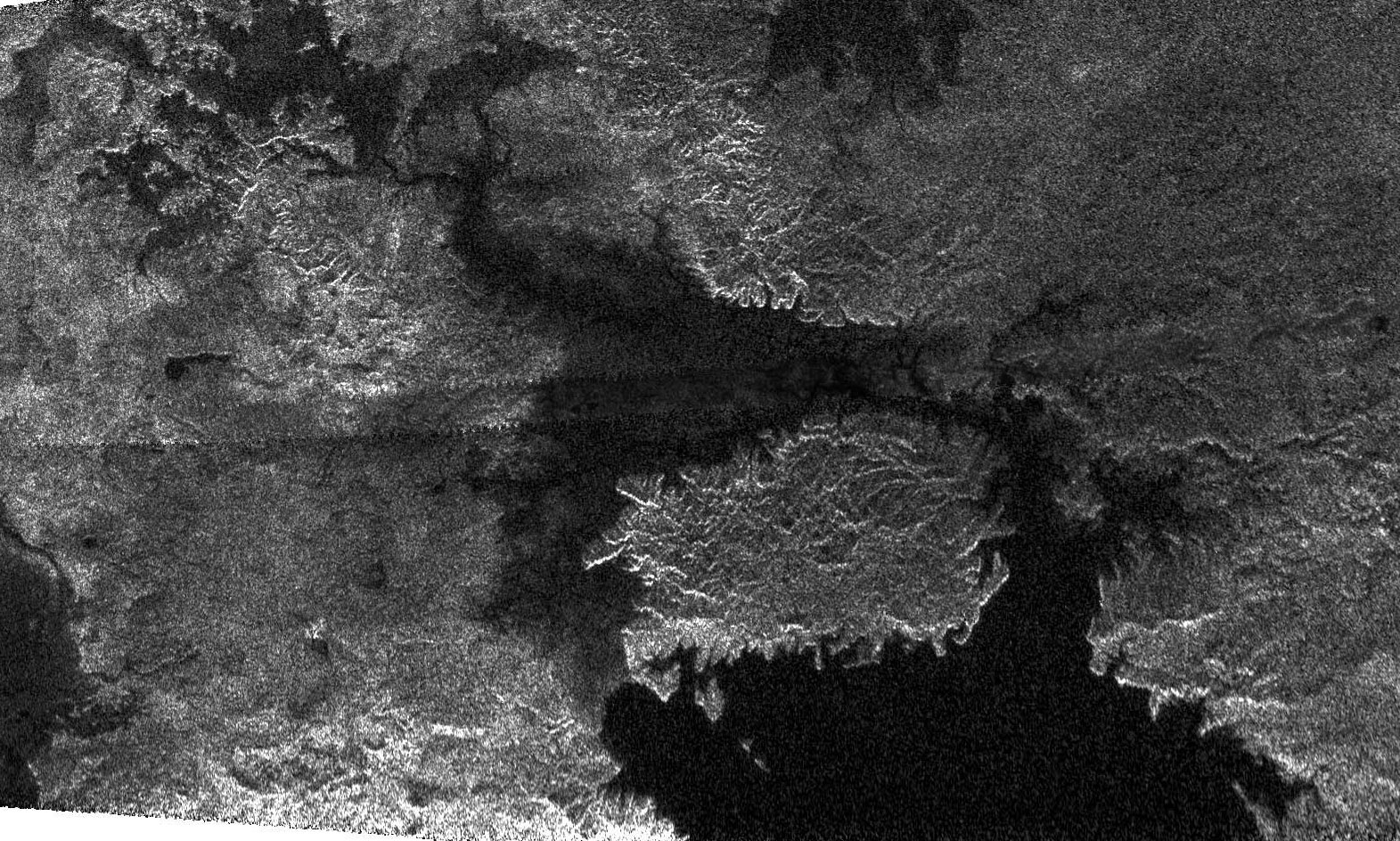
克拉肯海中的梅达岛雷达图像（正下方略右）

梅达岛（Mayda Isula）是土星最大的卫星土卫六上，一座坐落在主要由液体甲烷组成的克拉肯海中的岛屿，它是第一座在地球以外的行星或卫星上命名的岛屿。

## 发现和命名
梅达岛是由“卡西尼-惠更斯号”土星任务所发现，2008年4月11日，其命名被国际天文联盟行星系命名工作组正式批准接受，成为地球外天体上第一座命名的岛屿，也是最大的一座岛屿。但美国宇航局指出，尚不能完全排除梅达岛实际上是一座半岛（即通过一条狭长的地带与大陆相连）的可能性。土卫六上所有岛屿都以传说中的岛屿命名，“梅达岛”源自传说中存在于大西洋东北部的一座小岛，这一名称与克拉肯海和丽姬亚海在同一天获得批准。

## 特征
梅达岛坐落在土卫六北极附近的克拉肯海北端，该岛屿南北两端纬度分别为北纬77.4度和北纬80.3度，而东西两侧经度则分别是西经302.7度和西经321.2度，岛屿最宽处168公里（104英里），其面积约为90×150公里（56×93英里），大小与夏威夷大岛大致相同。
梅达岛上最高点大约高于海岸线1200米（3900英尺），而岛体坡度则相对较缓，平均约为1.5度，但某些地区可能接近5度。土卫六表面雷达图像显示，有证据表明梅达岛的海岸正受到河流和湖泊作用的影响。对这些河流特征的分析表明，梅达岛大约有2立方千米的物质已被侵蚀并沉积在克拉肯海盆地的其他地方。

## 通俗文化
梅达岛在迈克尔·卡罗尔（Michael Carroll）的小说《土卫六最远海洋的海岸：一部科学小说》中扮演了重要角色，该书第39章的标题是“梅达岛的驼背”。

## 另请查看
- 土卫六湖泊
- 土卫六表面特征列表